# مقتل أبي بكر البغدادي
عملية قتل أبي بكر البغدادي أو عملية كايلا مولر (بالإنجليزية: Operation Kayla Mueller) هي عملية عسكرية أمريكية أدّت إلى قتل أبي بكر البغدادي زعيم تنظيم الدولة الإسلامية (داعش) فجر يوم الأحد 28 صفر 1441 هـ الموافق 27 أكتوبر 2019 في الريف الشمالي لمحافظة إدلب في سوريا، بعملية إنزال جوي أشرفت عليها وكالة الاستخبارات الأمريكية ونفذتها قوات خاصة من الجيش الأمريكي.

## موقع العملية
جرت العملية في قرية باريشا ضمن ناحية قورقينا التابعة لمنطقة حارم في الريف الشمالي لمحافظة إدلب في شمال غرب سوريا.

## العملية

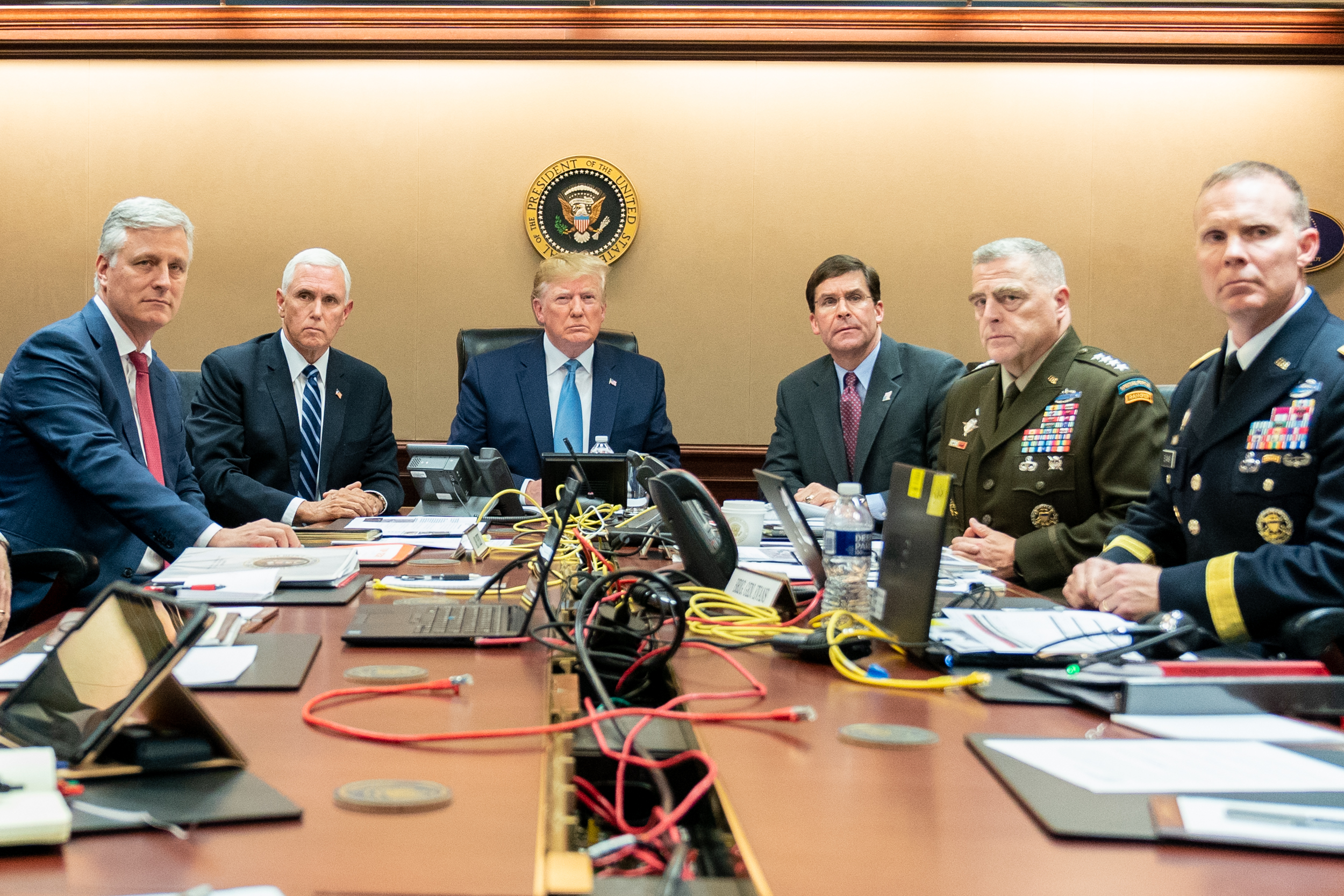
الرئيس الأمريكي دونالد ترامب إلى جانب عدد من القادة المدنيين والعسكريين في البيت الأبيض

في عشية يوم السابع والعشرين من تشرين الأول/أكتوبر 2019؛ أعلنَ البيت الأبيض أنَّ الرئيس الأمريكي دونالد ترامب سيُدلي بـ «تصريحٍ هامٍ» صباح اليوم الأحد (بتوقيت واشنطن) الموافق لـ 28 تشرين الأول/أكتوبر. ساعاتٌ بعد ذلك حتى غرَّد ترامب على حسابه الرسمي في موقع تويتر قائلًا: «شيء كبير للغاية حدث للتو.» بعدها بدقائق؛ نشرت مجلّة نيوزويك خبرًا مفاده أنَّ الرئيس الأمريكي قد صادقَ على «عملية خاصة» تستهدفُ زعيم تنظيم الدولة أبو بكر البغدادي مؤكدةً على أن هذا الأخير قد قُتل في «عمليّة سرية» نفذتها مروحيات فوق مدينة إدلب شمال غرب سوريا. تضاربت الأنباء الأوليّة حول الموضوع؛ حيثُ نقلت وكالة رويترز للأنباء عن مسؤولٍ أمريكي لم تُسمِّه قوله إن «واشنطن قد نفذت عملية ضد زعيم تنظيم الدولة وليس واضحًا ما إذا كانت العملية نجحت.» في السياق ذاته؛ نقلت سي إن إن عن مسؤولٍ أمريكي لم تُسمِّه هي الأخرى قوله إنّ «وكالة المخابرات المركزيّة قد ساعدت في تحديد مكانِ أبو بكر» دون أيّ إشارةٍ لمقتله أو شيء من هذا القبيل.
عادت نيوزويك بعد وقتٍ قصيرٍ لتقول إن البغدادي قد قتل نفسه عبر تفجير سترة ناسفة كان يرتديها وذلك نقلًا عن مسؤولٍ رفيعٍ في البنتاغون. خلال هذه الفترة؛ ظلَّت التقارير الإعلامية تُنشر من هنا وهناك وتتحدث حول موضوع قتل زعيم داعش من عدمه دون أيّ بيانٍ رسمي من الحكومة الأمريكية أو من أيّ جهة رسمية يحقُّ لها الإدلاء بمعلومات حول «الغارة». خلال اتصالٍ هاتفي لسي إن إن؛ قالَ بعض المسؤولين إنهم ينتظرون نتائج اختباري الحمض النووي والبصمات من أجلِ التأكيد النهائي لمقتل البغدادي. نشرت بعض وسائل الإعلام الأمريكية – وعلى رأسها نيوزويك – خبر مقتل زوجتا البغدادي خلالَ الغارة على إدلب والتي قِيل إنها تمّت بمشاركة قوات خاصة حصلت على معلومات استخبارية من المكان ثم فجَّرته.
بعد سويعات قليلة؛ أدلى مسؤولٌ في المخابرات العراقية لرويترز بتصريحٍ قال فيه «إنّ دمشق قدمت الإحداثيات الدقيقة لموقع البغدادي إلى التحالف بقيادة واشنطن وذلك بعدَ القبض على عراقي وعراقية من الدائرة المقربة لزعيم داعش.» أول تأكيدٍ لخبر مقتل أبو بكر جاءَ على لسانِ مسؤولٍ عسكري أمريكي حيثُ قال لفوكس نيوز إن الذي قُتل في الغارة هو فعلًا زعيم تنظيم الدولة أبو بكر البغدادي وذلك بعد التحقق من هويته عن طريق تحليل الحمض النووي. أدلى المسؤول نفسه بمعلومات إضافيّة من قبيل أن القوات الأمريكية التي شاركت في الغارة قد انطلقت من أربيل بالعراق مؤكدًا في الوقتِ ذاته على أن البغدادي قد قُتل حينما فجَّر نفسه.

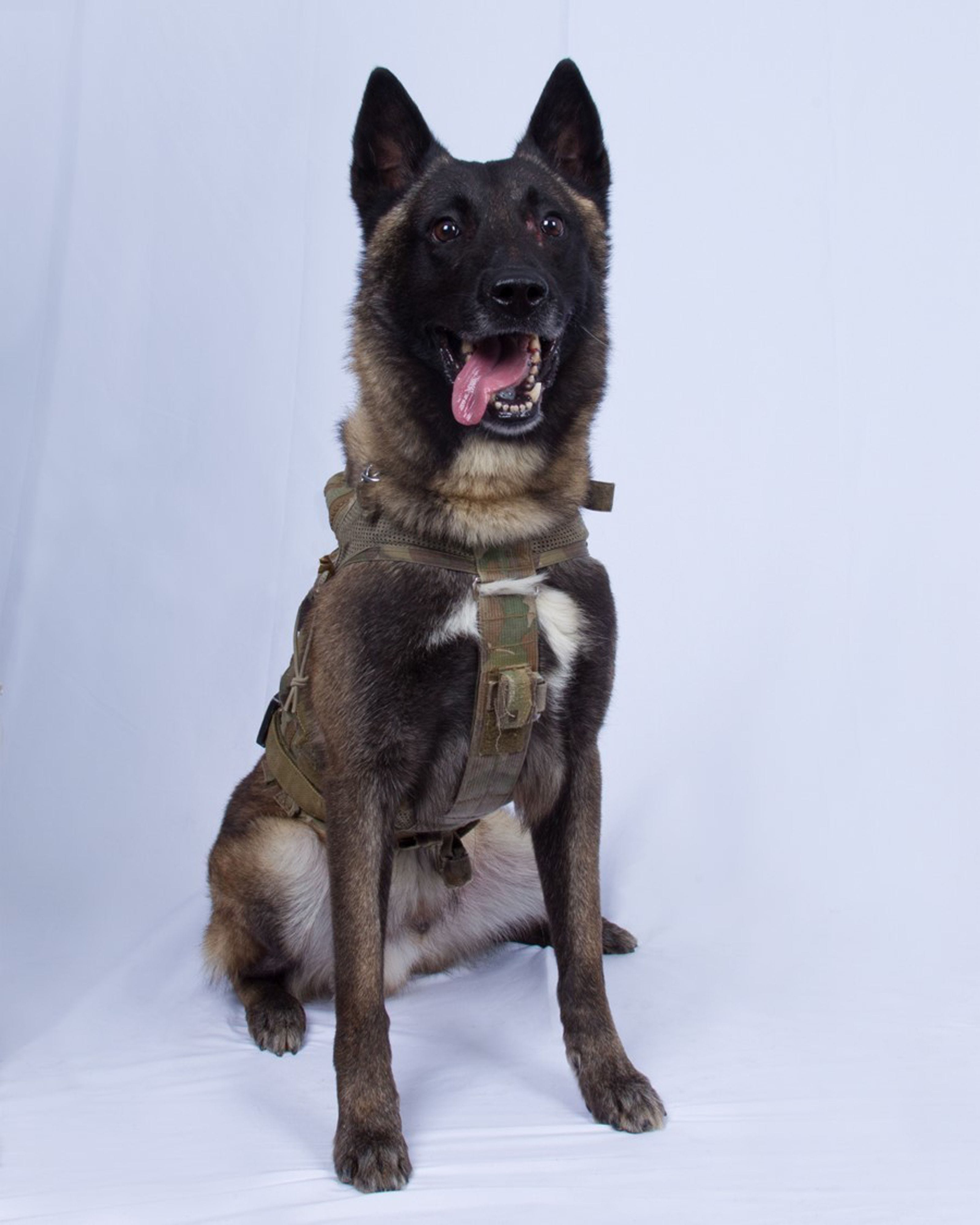
كونان، كلب العمليات الخاصة الأمريكية الذي طارد البغدادي.

في المؤتمر الصحفي الذي عقدهُ ترامب؛ أكَّد هذا الأخير على أن أبو بكر البغدادي قد قُتل بعد أن طارده كلب من كلاب العمليات الخاصة اسمه «كونان» وحُشر في نفقٍ ففجَّر سترة ناسفة كان يرتديها. ترامب أكّد أيضًا حصول الولايات المتحدة على «وثائق حساسة» بعد العمليّة كما أعادَ التأكيد على الرواية التي حصلت عليها قناة فوكس نيوز الأمريكية والتي تقول إنّه قد تمَّ التعرف على على هوية البغدادي من خلال نتائج اختباراتٍ أُجريت بعد الغارة. علاوةً على ذلك؛ روى دونالد ترامب قصّة ما جرى بنوعٍ من التفصيل حيث تحدث عن مشاركة 8 طائرات في عملية الإنزال وذلك بعدما حلّقت على مستوى منخفض وبسرعة عالية جدًا حتَّى قُوبلت بإطلاق نار من المنطقة على حدّ تعبيره. في المؤتمر ذاته؛ شكرَ الرئيس الأمريكي الأكراد مؤكدًا على أنهم «قدموا معلومات قيّمة جدًا» كما ذكَّر بمعاملة روسيا التي وصفها بالجيّدة لأنها فتحت المجال الجوي للأمريكان لشنِّ الغارة. ذكر ترامب في حواره أنَّ البغدادي مات «ميتة الكلاب والجبناء» بل كان «يصرخ مذعورًا»؛ كما قال إنه سيُعلن عمَّن قُتل مع البغدادي في الغارة بدقّةٍ في وقتٍ لاحقٍ.
في عشيّة الثامن والعشرين من تشرين الأوّل/أكتوبر؛ أصدرَ الكرملين بيانًا قال فيهِ إنَّ الجيش الروسي رصد طائرات أمريكية في المنطقة التي جرت فيها عملية قتل البغدادي؛ لكنّه – أي الكرملين – امتنعَ عن قول ما إذا كانت أمريكا قد أبلغت روسيا مُسبقًا بالعملية. بعدها بسويعات؛ عقدَ وزير الدفاع الأمريكي مؤتمرًا صحفيًا أعادَ فيه التأكيد على أنّ قتل البغدادي هي ضربة قوية لتنظيم الدولة؛ كما أكّد توفر واشنطن على مقاطع فيديو وصور للعملية لكن تمتنع عن نشرها حاليا وستفعلُ بعد رفع السريّة عنها.

## الخسائر
وحسب تقرير عن المرصد السوري لحقوق الإنسان الذي يدير شبكة مصادر في سوريا، إن تسعة أشخاص قتلوا خلال العملية العسكرية الأمريكية، بينهم امرأتان وطفل واحد على الأقل. وذكر المرصد أن منزلًا يُعتقد أنه كان المستهدف بالهجوم تعرض لقصف جوّي قبل أن تنزل قوات خاصة من طائرات مروحية إلى المنطقة حيث دارت اشتباكات بينها وبين مقاتلين كانوا منتشرين في المنطقة.

## ردود الفعل

### ردود الفعل المحلية
ما إن أعلن الرئيس الأمريكي، دونالد ترامب، مقتل زعيم تنظيم الدولة الإسلامية، أبو بكر البغدادي، حتى تصدر اسمه قوائم المواضيع الأكثر تداولا على مواقع التواصل الاجتماعي حول العالم.
وتداول مغردون مقاطع مصورة قالوا إنها لغارات استهدفت مقر البغدادي في قرية باريشا بمحافظة إدلب السورية، وأرفقوها بخرائط.
ولم يكتف المغردون بتداول الأخبار المتعلقة بمقتل البغدادي، بل أطلقوا وسما جديدا تحت عنوان «ماذا بعد البغدادي؟»، لعبوا خلاله دور المراقب والمحلل لتداعيات مقتل البغدادي على تنظيم الدولة الإسلامية والمنطقة.

### ردود الفعل الدولية
أثار إعلان الولايات المتحدة مقتل زعيم تنظيم «الدولة الإسلامية» أبو بكر البغدادي ردود فعل دولية، اعتبرت أغلبها أن مقتله يشكل «إسهاما كبيرا» في مكافحة الإرهاب محذرة من أنها ليست نهاية الحرب ضد التنظيم المتطرف، حيث توقعت قوات سوريا الديمقراطية أن الخلايا النائمة ستحاول الثأر للبغدادي.
اعتبر الكرملين الإثنين أن مقتل زعيم تنظيم «الدولة الإسلامية» أبو بكر البغدادي يشكل «إسهاما كبيرا» في مكافحة الإرهاب، مشيرا إلى أنه ما زال ينتظر تأكيد هذا النبأ.
وقال دميتري بيسكوف المتحدث باسم الرئيس فلاديمير بوتين للصحافيين «في حال تأكد خبر مقتل البغدادي فعلا، فسيكون بإمكاننا التحدث عن إسهام كبير لرئيس الولايات المتحدة (دونالد ترامب) في مكافحة الإرهاب الدولي».